# Schmiecha
Die Schmiecha, ab der Gemeindegrenze zu Straßberg Schmeie genannt, ist ein Fluss auf der Schwäbischen Alb. Sie mündet nach über 41 km langem südsüdöstlichen Lauf zwischen Inzigkofen und dessen Weiler Dietfurt im baden-württembergischen Landkreis Sigmaringen von links in die obere Donau.

## Name
Als Ortsname erscheint der Name erstmals 1137 als Smiehun. Der Name könnte sich vom germanischen Verbstamm *smeuh- „kriechen, schmiegen, gleiten“ ableiten.

## Geographie

### Verlauf

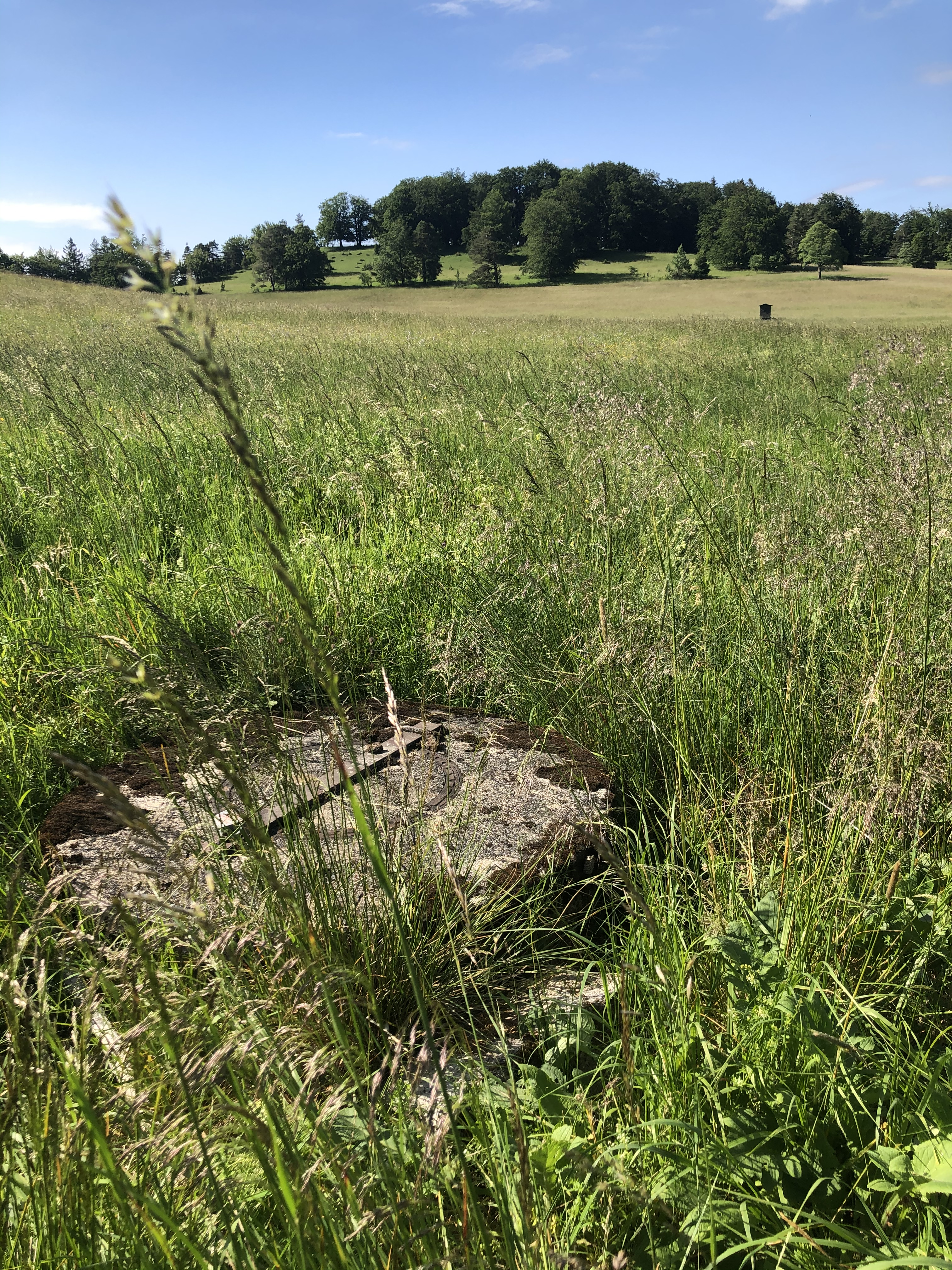
Gefasste Quelle der Schmiecha unmittelbar neben dem NSG Geifitze, hinten der Blasenberg am Albtrauf

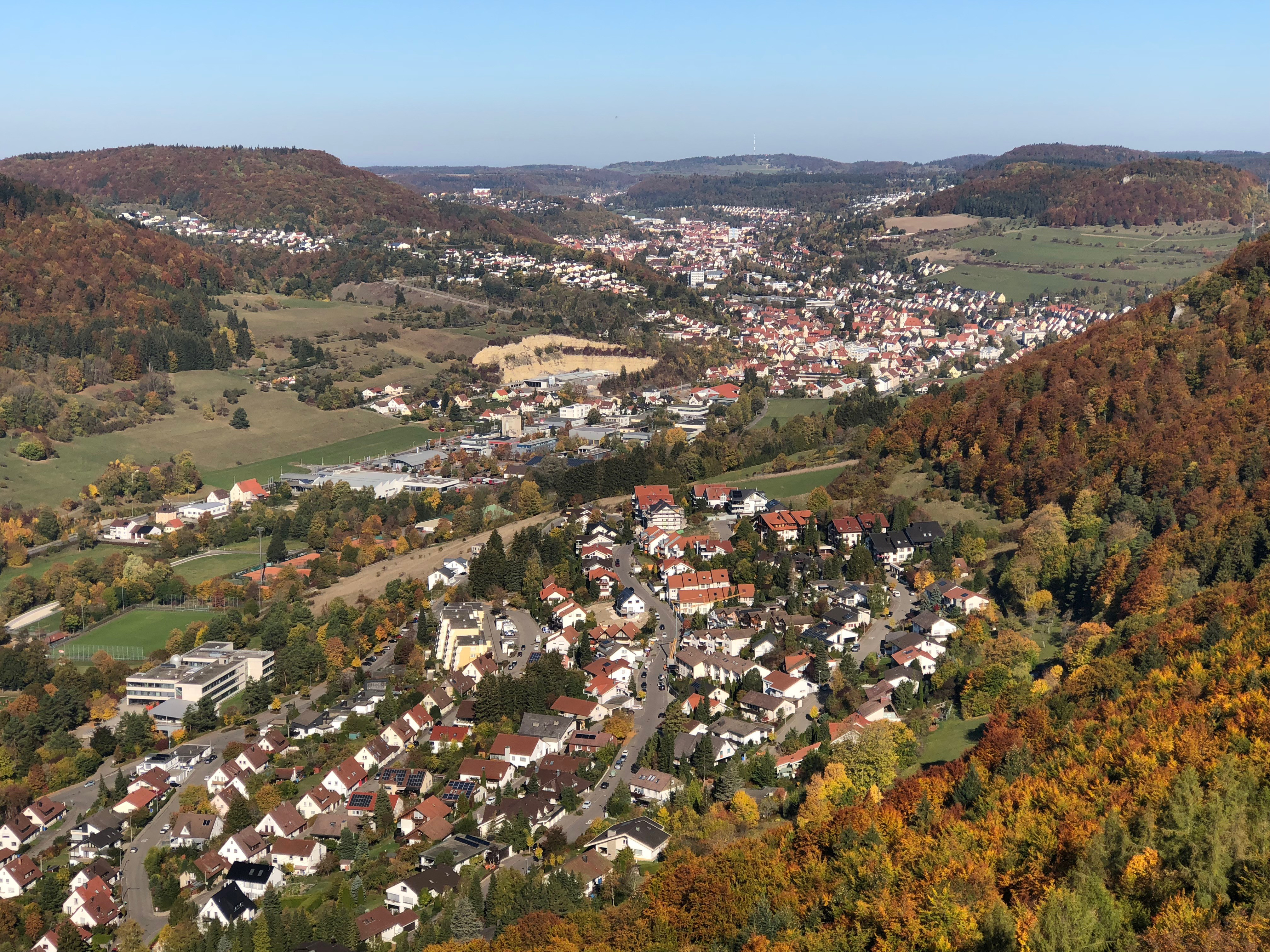
Der Talgang flussaufwärts von Ebingen nach Onstmettingen blickend

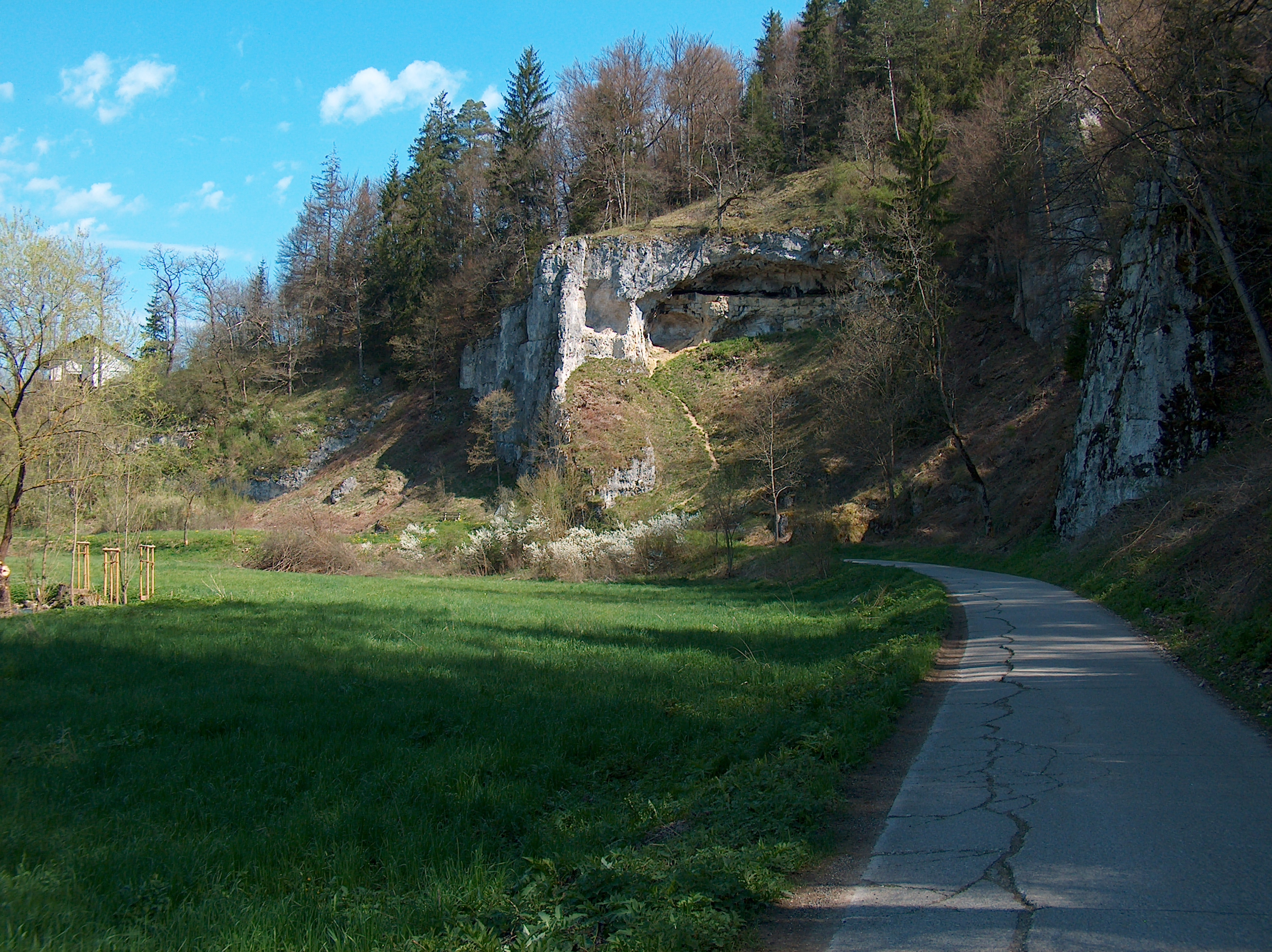
Felsengruppe Häule im Tal der Schmeie unterhalb von Unterschmeien

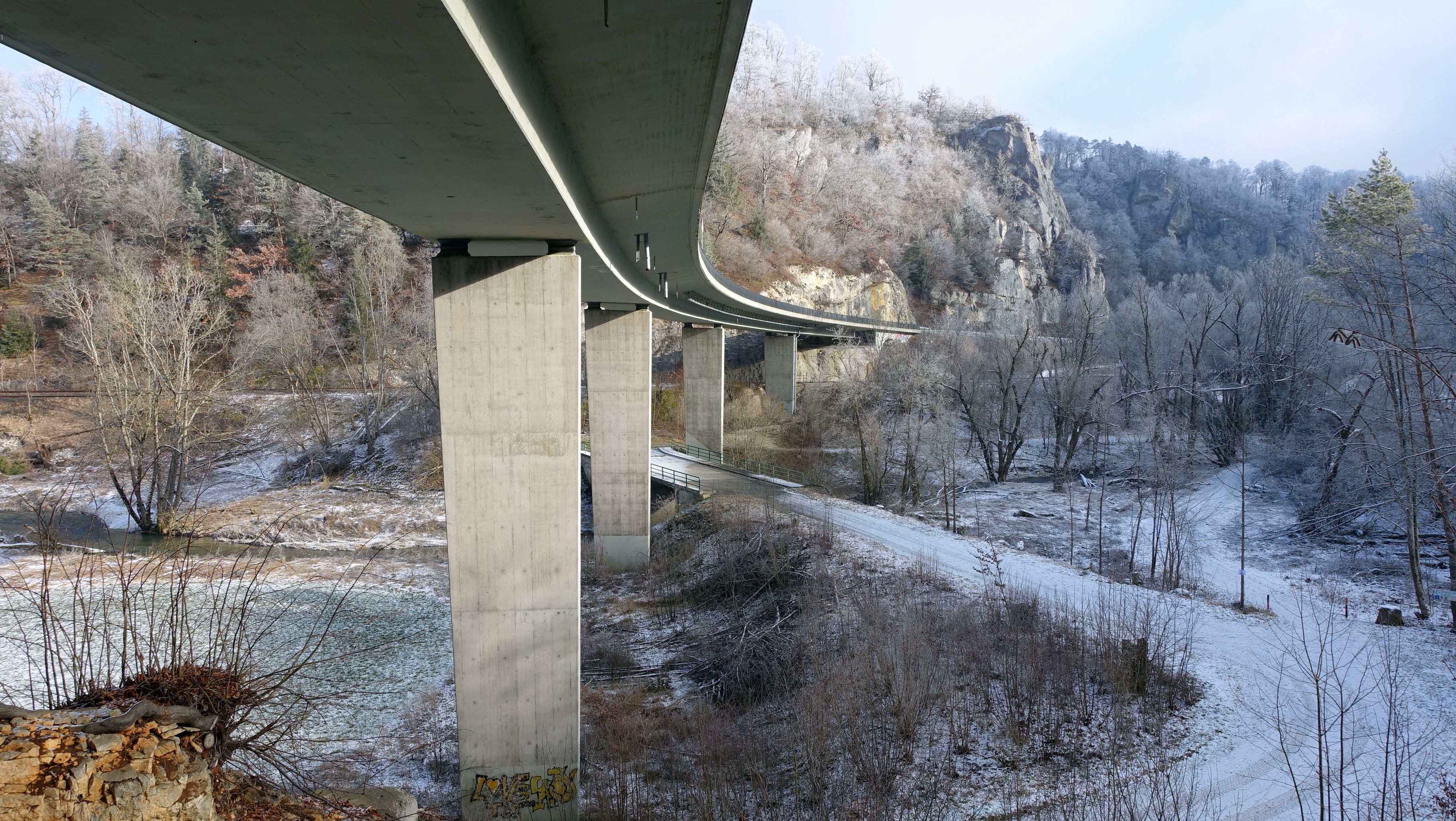
Brücke der L277 über die Schmeie oberhalb der Mündung in die Donau beim Eintritt ins Donautal

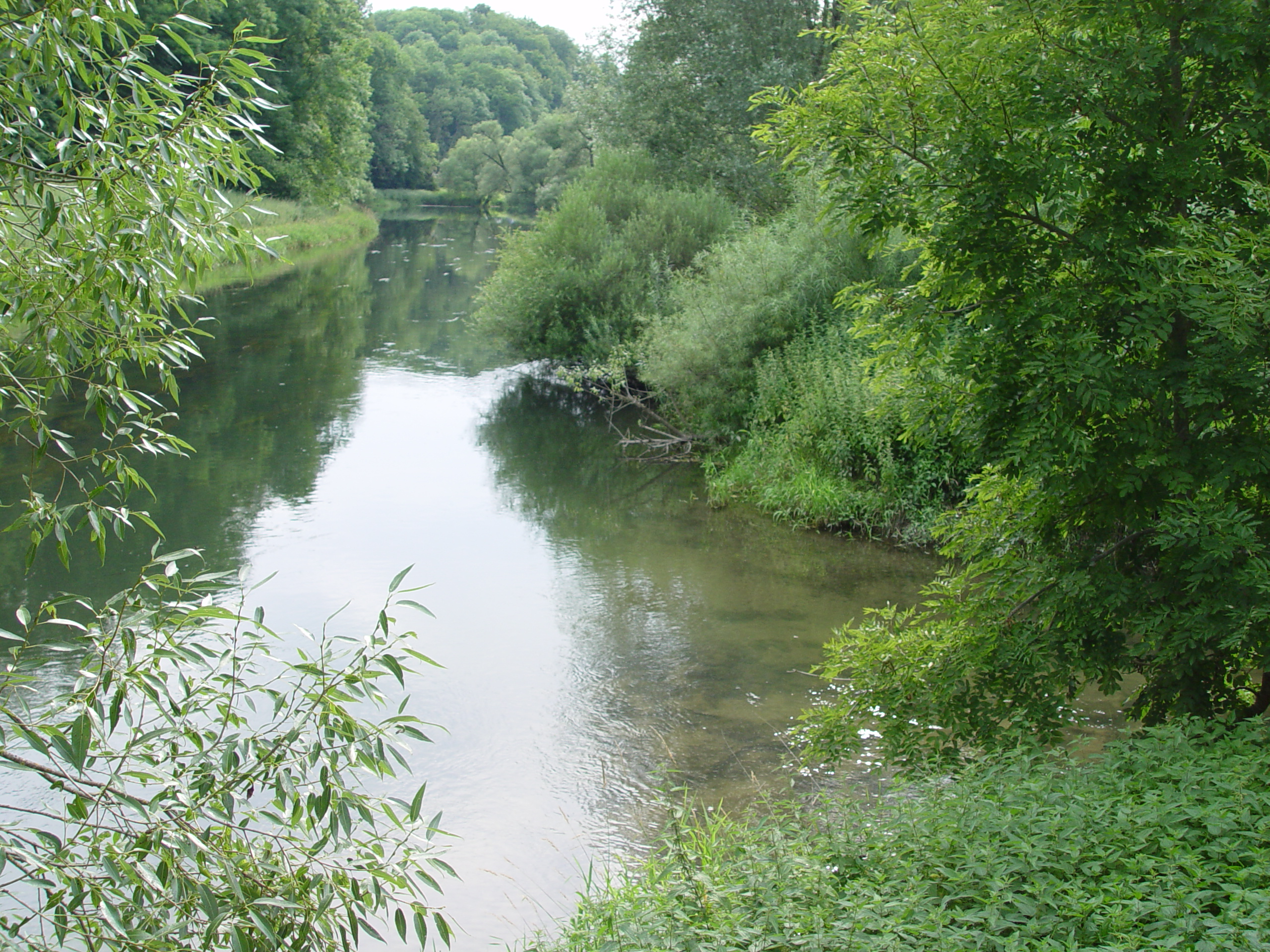
Mündung der Schmeie (von rechts im Bild) in die Donau (von hinten nach vorn)

Die Schmiecha entspringt nordwestlich von Albstadt-Onstmettingen auf 848 Meter Höhe nur wenige hundert Meter südlich der Europäischen Wasserscheide im Naturschutzgebiet Geifitze südlich des Blasenbergs. Die Quelle liegt nur etwa einen Kilometer nordöstlich des obersten Laufs des Klingenbachs, der über die Eyach und den Neckar in den Rhein entwässert.
Die Schmiecha durchquert auf ihrem Weg in Richtung Donau zunächst die Albstädter Ortsteile Onstmettingen, Tailfingen, Truchtelfingen und Ebingen. Das Schmiechatal wird im Stadtgebiet von Albstadt auch als „Talgang“ bezeichnet.
In Albstadt wurde die Schmiecha in weiten Teilen unter die Erde verlegt oder mit Betonmauern eingefasst. In Onstmettingen verläuft die Schmiecha unter der Emil-Nolde-Straße von der Ecke Hauptstraße/Thanheimer Straße bis Ecke Rosenstraße/Schwabstraße. Unterirdische Bereiche in Tailfingen sind die Mühlstraße im Bereich des Feuerwehrhauses sowie der Ortskern von Ecke Mühlstraße/Heusteigstraße bis Ecke Lenaustraße/Am Markt (Verdolung 1963/64). In Truchtelfingen fließt die Schmiecha unter der Konrad-Adenauer-Straße an der Kreuzung Talgangstraße. Verdolt ist in Ebingen der Bereich von der Festhalle Albstadt bis zur Sigmundstraße, unter der Schmiechastraße im Kreuzungsbereich Schmeihengäßle, im Bereich der Straße Untere Vorstadt von der Bleichestraße bis nach der Poststraße.
Ab Albstadt-Truchtelfingen versinkt ein Teil des Wassers ins Karstsystem, welches aus Schichtquellen in Ebingen wieder zurückgelangt.
Nachdem der Fluss Albstadt verlassen hat, wird er Schmeie genannt. Er durchfließt die Orte Straßberg und dessen Ortsteil Kaiseringen, den Stettener Ortsteil Storzingen sowie die Sigmaringer Stadtteile Ober- und Unterschmeien.
Nordwestlich der Gemeinde Inzigkofen mündet die Schmeie in die Donau. Hier, am heutigen Ausgang des Beuroner Donaudurchbruchs, hat sie nach der Weißjura-Epoche zahlreiche Höhlen aus den Massenkalk-Felsen der Jura-Schwammfazies ausgewaschen. Manche davon, wie die „Nebelgrotte“ im Fürstlichen Park Inzigkofen, dienten als steinzeitliche Wohnhöhlen.

### Einzugsgebiet
Die Schmiecha entwässert ein 155 km² großes Einzugsgebiet auf der Schwäbischen Alb, das vom Albtrauf zwischen Bisingen und Onstmettingen südsüdostwärts bis an die Albdonau reicht. Es gehört mit seinen oberen Anteilen sowie einem Randstreifen auf der Hochfläche rechts über dem Flusstal zum Naturraum Hohe Schwabenalb. Das Tal ab etwa Straßberg wird zum Naturraum Baaralb und Oberes Donautal gerechnet, die Hochflächenanteile links dieses Untertals zur Mittleren Flächenalb.
Das Einzugsgebiet weist wegen des verkarsteten Weißjuras auf der Alb nur wenige oberflächliche Wasserläufe auf. Es grenzt im Norden kurz und im Ostnordosten länger an das Einzugsgebiet des Neckar-Zuflusses Starzel, Die übrige linke Wasserscheide grenzt gegen das Einzugsgebiet der Fehla und ihres Vorfluters Lauchert. Beide streben fast parallel zur Schmiecha zur Donau. Jenseits der rechten Wasserscheide laufen in größerem Abstand die Bära und zuletzt deren linker Oberlauf Obere Bära ebenfalls parallel zur Donau (von der Mündung bis etwa Meßstetten). Sie sind von der Schmiecha durch eine große Fläche getrennt, die oberflächlich allenfalls zeitweilig über Trockentäler zur Donau entwässert.
Auf der Gegenseite der oberen westlichen Wasserscheide zwischen Meßstetten und dem Heiligenkopf sammelt die Eyach den Abfluss und läuft Richtung Neckar.

### Zuflüsse, Seen und Trockentäler
Liste der Zuflüsse, zulaufenden Trockentäler und  Seen von der Quelle zur Mündung. Gewässerlänge, Seefläche, Einzugsgebiet und Höhe nach den entsprechenden Layern auf der Onlinekarte der LUBW. Andere Quellen für die Angaben sind vermerkt. In der Regel sind nur die Trockentäler mit in den Quellen zu erhebendem Namen genannt.
Ursprung der Schmiecha auf etwa 848 m ü. NN beim Einzelhof Geifitze des Ortsteils Onstmettingen der Stadt Albstadt.
- (Trockental Ruchtal), von links im Bereich des Naturschutzgebietes Geifitze zwischen Geifitze und Onstmettingen
- (Trockental Langental), von links und Osten in Onstmettingen
- (Frischwasserableitung Brunnental), von links und Osten auf etwa 798 m ü. NN in Onstmettingen, 1,3 km. Beginnt auf etwa 848 m ü. NN im oberen Brunnental an der Steigenschlinge nach Hohberg.
- Stettbächle, von rechts und Westen auf etwa 790 m ü. NN am Südende Onstmettingens vor dem Naturschutzgebiet Tailfinger Ried, ca. 0,8 km[LUBW 7] und ca. 1,6 km². Entsteht auf etwa 807,7 m ü. NN[LUBW 1] in einem grundfeuchten Seitentalstumpen zwischen dem Onstmettinger Heuberg und der Stetthalde.
- (Trockental Buchtal), von links und Ostnordosten am Ortsanfang von Tailfingen.
- (Trockental Langes Tal), von rechts und etwa Westen in Tailfingen zwischen dem Tailfinger Heuberg und dem Braunhartsberg.
- (Trockental Holdertal), von links und Nordosten in Truchtelfingen.
- Reichenbach, von rechts und Westsüdwesten auf etwa 746 m ü. NN in Truchtelfingen, 2,9 km und 4,3 km².[LUBW 8] Entsteht auf 841 m ü. NN[LUBW 1] südsüdöstlich des Hofes Reichenbach.
- Riedbach, von rechts und Westen auf etwa 703 m ü. NN an der Bahnbrücke in Ebingen, 3,4 km und 7,3 km².[LUBW 8] Entsteht auf etwa 738 m ü. NN, an der Passhöhe zum Eyachtal, westlich des Kleingärtnergeländes am Westrand von Ebingen.
- (Trockental Kriesenloch), von rechts und Westen am Ehestetter Hof
- (Auenzufluss), von rechts und Westnordwesten auf knapp 690 m ü. NN im beginnenden Naturschutzgebiet Eselmühle, 0,8 km und 2,9 km².[LUBW 8] Entsteht auf etwa 696 m ü. NN in der Aue gegenüber dem Ehestetter Pumpwerk. Der größte Teil des Einzugsgebietes liegt oberhalb des von der Hochfläche her zulaufenden Trockentals Zerrissenes Loch.
- (Rücklauf des Triebwerkskanals der Eselmühle), von links und Westen auf etwa 683 m ü. NN kurz vor dem Ende des Naturschutzgebietes Eselmühle, 1,6 km und 0,3 km².[LUBW 8] Geht auf wenig über 690 m ü. NN an der Ehestetter Mühle nach links ab,.
- Gänsbrunnen, von links und Westnordwesten auf knapp 680 m ü. NN am Ortsanfang von Straßberg, 1,5 km und 6,7 km².[LUBW 8] Den größten Teil des Einzugsgebietes trägt ein südwärts laufendes Trockental bei, in dessen unterem Teil der Steinbruch auf dem Schachen liegt.
  -  Entfließt auf etwa 687 m ü. NN einem Teich neben dem Eselmühlen-Triebwerkskanal unter dem Neuhaus am Hang, 0,2 ha.
- (Trockental Heutäle), von links und Ostnordosten im nördlichen Straßberg.
- (Trockental Höfental), von rechts und Westen im südlichen Straßberg.
- (Trockental Mühltal), von links und Nordosten bei der Untermühle nach Straßberg.
- (Trockental Katzental), von rechts und Westsüdwesten nach Kaiseringen.
- (Triebwerkskanal Pumpwerk), von links östlich von Frohnstetten auf der rechten Randhöhe, 0,3 km. Geht zuvor auf knapp 650 m ü. NN nach links ab.
- Entwässert einen Teich auf etwa 540 m ü. NN links am Lauf wenig vor Storzingen, unter 0,2 ha.
- (Zufluss aus dem Storzinger Tal), von rechts und Westsüdwesten auf unter 640 m ü. NN in Storzingen an der Schmiechabrücke der L 218 nach Stetten am kalten Markt, 3,0 km und 8,6 km².[LUBW 8] Entsteht auf etwa 780 m ü. NN am Ostrand von Stetten.
- (Trockentäler Kirchtal und Hagtal), von rechts und Westsüdwesten beidseits des Sporns der Ruine Heidenschloss.
- (Trockental Kesseltal ?), von links und Nordosten wenig nach dem Hagtal.
- (Trockental Reutetal ?), von rechts und Westnordwesten kurz vor Oberschmeien.
- (Triebwerkskanal in Oberschmeien), nach und von rechts auf Höhen um etwa 620 m ü. NN in Oberschmeien, 0,3 km.
- (Trockental von der Guipsteinhöhle), von links und Nordosten im unteren Oberschmeien.
- (Trockental Weintal), von links und Nordosten vor Unterschmeien.
- Passiert auf etwa 610 m ü. NN einen Teich rechts am Lauf unterhalb von Oberschmeien, unter 0,1 ha.[LUBW 9]
- Passiert auf knapp 590 m ü. NN drei Klärteiche rechts am Lauf wenig unterhalb von Unterschmeiden, jeweils etwa 0,1 ha.[LUBW 9]
- (Trockental Feldackertal), von rechts und Westnordwesten gleich nach den Klärteichen.
- (Trockental Kirchtal), von links und Ostnordosten.

Mündung der inzwischen Schmeie genannten Schmiecha von links und Westnordwesten auf etwa 577 m ü. NN zwischen dessen Weiler Dietfurt und Inzigkofen in die obere Donau. Der Fluss ist 41,4 km lang und hat ein Einzugsgebiet von 155,5 km².

## Schutzgebiete
Der Oberlauf der Schmiecha durchfließt westlich von Onstmettingen das Naturschutzgebiet Geifitze und das FFH-Gebiet Gebiete um Albstadt. Zwischen Onstmettingen und Tailfingen passiert sie das Naturschutzgebiet Tailfinger Ried. Zwischen Ebingen und Straßberg liegt das Naturschutzgebiet Eselmühle.
Zwischen Stetten am kalten Markt und Inzigkofen liegt das Landschaftsschutzgebiet „Donau- und Schmeiental“, das mit einer Größe von 8.458 Hektar vom Landratsamt Sigmaringen am 30. Oktober 1987 ausgewiesen wurde. Außerdem ist das Tal zwischen Albstadt und Inzigkofen als FFH-Gebiet „Schmeietal“ geschützt.
Sowohl der Oberlauf bei Onstmettingen wie auch der Unterlauf von der Kreisgrenze bis zur Mündung in die Donau liegen zudem im Vogelschutzgebiet Südwestalb und Oberes Donautal. Ab der Kreisgrenze fließt die Schmeie außerdem durch den Naturpark Obere Donau.

## Wasserqualität
Zu Hochzeiten der Textilindustrie im heutigen Albstadt war die Schmiecha stark schadstoffbelastet. So wurde z. B. 1968 an der Quelle eine Güte von 1 gemessen, an allen nachfolgenden Messpunkten wurde nur noch Stufe 5 erreicht. Seit den 1980er-Jahren verbessert sich die Wasserqualität kontinuierlich. 2004 wurde durchgehend die Güteklasse II erreicht. 2015 begannen verschiedene Renaturierungsmaßnahmen an der Schmiecha, die vom Land Baden-Württemberg mit 531.200 € aus dem Förderprogramm „Wasserwirtschaft und Altlasten 2015“ bezuschusst wurden.

### LUBW
Amtliche Online-Gewässerkarte mit passendem Ausschnitt und den hier benutzten Layern: Lauf und Einzugsgebiet von Schmiecha und Schmeie

Allgemeiner Einstieg ohne Voreinstellungen und Layer: Daten- und Kartendienst der Landesanstalt für Umwelt Baden-Württemberg (LUBW) (Hinweise)
1. 1 2 3 4  Höhe nach blauer Beschriftung auf dem Hintergrundlayer Topographische Karte.
2. 1 2  Höhe nach dem Höhenlinienbild auf dem Hintergrundlayer Topographische Karte.
3. 1 2  Länge nach dem Layer Gewässernetz (AWGN).
4. 1 2  Einzugsgebiet nach dem Layer Aggregierte Gebiete 04.
5. ↑  Seefläche nach dem Layer Stehende Gewässer.
6. ↑  Einzugsgebiet abgemessen auf dem Hintergrundlayer Topographische Karte.
7. 1 2  Länge abgemessen auf dem Hintergrundlayer Topographische Karte.
8. 1 2 3 4 5 6  Einzugsgebiet nach dem Layer Basiseinzugsgebiet (AWGN).
9. 1 2  Seefläche abgemessen auf dem Hintergrundlayer Topographische Karte.

### Andere
1. ↑  Deutsches Gewässerkundliches Jahrbuch Donaugebiet 2006 Bayerisches Landesamt für Umwelt, S. 84, abgerufen am 4. Oktober 2017, Auf: bestellen.bayern.de (PDF, deutsch, 24,2 MB).
2. ↑  Albrecht Greule: Deutsches Gewässernamenbuch. Walter de Gruyter, Berlin / Boston 2014, ISBN 978-3-11-057891-1, S. 476, „Schmie/Schmiech/-a/-en“ (Auszug in der Google-Buchsuche).
3. ↑  Lustwandeln GbR - Schmiecha-Schmeie 2014. Abgerufen am 6. November 2022.
4. ↑  Bauarbeiten Tailfinger Mitte: Was schlummert tief im Untergrund? Abgerufen am 6. November 2022.
5. ↑  RVNA: Wasserkraftnutzung in der Region Neckar-Alb, Juni 2010, abgerufen am 9. April 2016
6. ↑  Friedrich Huttenlocher: Geographische Landesaufnahme: Die naturräumlichen Einheiten auf Blatt 178 Sigmaringen. Bundesanstalt für Landeskunde, Bad Godesberg 1959. → Online-Karte (PDF; 4,3 MB)
7. ↑  Landesanstalt für Umwelt Baden-Württemberg, Verzeichnis der biologischen Untersuchungsstellen und ihre Güteentwicklung, Seite A-27, abgerufen am 11. April 2015
8. ↑  nationalatlas.de: Entwicklung der biologischen Wassergüte, S. 134 Messung der Donau nach der Schmiechamündung
9. ↑  Landesanstalt für Umwelt Baden-Württemberg: Wasser, Altlasten, Fließgewässer, S.86/F-22
10. ↑  Landesanstalt für Umwelt Baden-Württemberg, Verzeichnis der biologischen Untersuchungsstellen und ihre Güteentwicklung, Seite A-27, abgerufen am 11. April 2015
11. ↑  RTF1: Investition in Wasserwirtschaft, Die rot-grüne Landesregierung investiert knapp 1,3 Mio im Zollernalbkreis
12. ↑  Land Baden-Württemberg: Pressemitteilung 117 Millionen Euro für kommunale Maßnahmen im Bereich Wasserwirtschaft und Altlasten, abgerufen am 11. April 2015